# 꼬임 부분군
군론에서, 아벨 군의 꼬임 부분군(영어: torsion subgroup)은 양의 정수를 곱해서 0으로 만들 수 있는 군 원소들의 부분군이다.

## 정의
{\displaystyle G}가 아벨 군이라고 하자. {\displaystyle G}의 꼬임 부분군 {\displaystyle G_{T}}는 다음과 같다.
{\displaystyle G_{T}=\{g\in G|\exists n\in \mathbb {Z} ^{+}\colon ng=0\}}.
이는 군의 연산에 대하여 닫혀 있음을 보일 수 있다. (다만, {\displaystyle G}가 아벨 군이 아닌 일반적인 군일 경우 이는 부분군을 이루지 않는다.)

## 성질
모든 유한 생성 아벨 군은 꼬임 부분군과 꼬임이 없는 부분군의 직합으로 나타낼 수 있다. (다만, 꼬임 부분군은 유일하지만 꼬임이 없는 부분군은 유일하지 않을 수 있다. 또한,  무한 생성 아벨 군의 경우 이와 같은 분해가 성립하지 않을 수 있다.)
유한 아벨 군의 경우 꼬임 부분군은 군 전체이다. 반면 {\displaystyle \mathbb {Z} ^{n}}과 같은 경우 꼬임 부분군은 자명군이다.